# Pentodon (zoologia)
Pentodon (Hope, 1837) è un genere di coleotteri scarabeidi appartenente alla tribù Pentodontini.

## Descrizione

### Adulto

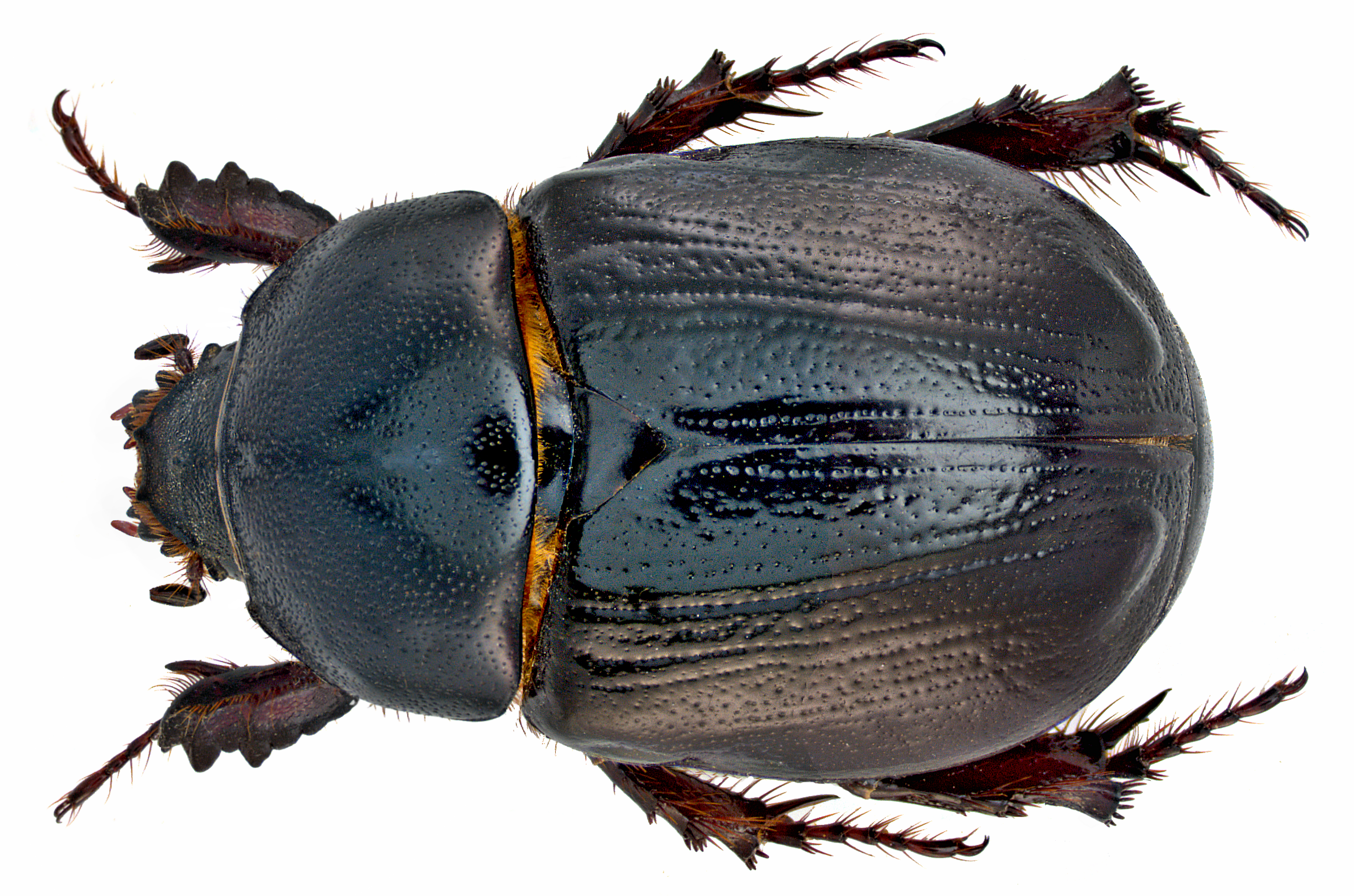
Pentodon quadrilens.

Gli adulti di questo genere presentano un corpo corto e tarchiato. Essi presentano le tre paia di zampe molto robuste, che utilizzano per muoversi tra la vegetazione. Il primo paio è il più corto dei 3, mentre l'ultimo è il più lungo. Questi coleotteri presentano una colorazione, generalmente molto scura, nera il molte specie e le elitre possono anche essere punteggiate (è il caso del pentodon bidens punctatus). Come molte altre specie appartenenti alla tribù pentodontini, quelle appartenenti al genere pentodon non presentano corna (se non un abbozzo in rari casi), ed è quindi difficile distinguere i maschi dalle femmine a causa dello scarso dimorfismo sessuale.

### Larva
Le larve sono della tipica forma a "C" con zampe e testa atrofizzate. Questa forma le consente di muoversi più facilmente nel terreno dove vive. Lungo i fianchi presenta una fila di forellini chitinosi che le servono per respirare nel sottosuolo. La testa presenta due poderose mandibole in grado di triturare il legno. Le larve sono di un colore biancastro, eccezion fatta per la testa e le zampe.

## Biologia
Questi scarabeidi appaiono a primavera, e sono visibili per tutta la bella stagione. Le larve si nutrono di radici e materia organica in decomposizione. Gli adulti volano al crepuscolo e rasoterra.

## Tassonomia
Alcune specie di pentodon:
- Pentodon algerinum
- Pentodon bengalense
- Pentodon bidens
- Pentodon caminarium
- Pentodon distandidens
- Pentodon idiota
- Pentodon insularis
- Pentodon quadridens
- Pentodon variolopunctatus

## Distribuzione e habitat
Questi coleotteri si trovano molto facilmente nelle zone temperate del globo e prediligono zone dove vi sono praterie e l'umidità sia sufficiente per garante il formarsi dell'ambiente ideale per lo sviluppo delle larve.